# Faramea larensis
Faramea larensis är en måreväxtart som beskrevs av Julian Alfred Steyermark. Faramea larensis ingår i släktet Faramea och familjen måreväxter. Inga underarter finns listade i Catalogue of Life.